# Justin Kinnunen
Pour les articles homonymes, voir Kinnunen.
Justin Kinnunen (né le 26 juillet 1981 à Negaunee, état du Michigan aux États-Unis - mort le 12 août 2016 à Atlantic Beach en Floride) est un joueur de hockey sur glace professionnel américain.

## Carrière
Il commence sa carrière en 2000 à l'université du Nord du Michigan en NCAA où il va évoluer pendant 4 saisons. Il passe professionnel en 2004 jouant pour les Bombers de Dayton en ECHL. En 2005, il rejoint en cours de saison le Briançon APHC en Ligue Magnus. Il arrive en tant que joker médical pour pallier la blessure de Tomáš Balúch. Il marque un but en finale de la Coupe de France 2006 mais son équipe s'incline contre Dijon. En 2006, il retourne en Amérique du Nord et joue pour le Fury de Muskegon en UHL. La saison suivante, il signe aux Brahmas du Texas en tant que défenseur. 
Les Brahmas remportent la Coupe du Président Ray Miron 2009.
Il meurt renversé par une voiture le 12 août 2016 à Atlantic Beach.

## Trophées et honneurs personnels
Central Hockey League
- 2008 : Participe au Match des étoiles avec l'association nord.
- 2009 : Participe au Match des étoiles l'équipe CHL all-stars.

## Statistiques
| Saison    | Équipe                        | Ligue        |    | Saison régulière | Saison régulière | Saison régulière | Saison régulière | Saison régulière |   | Séries éliminatoires | Séries éliminatoires | Séries éliminatoires | Séries éliminatoires | Séries éliminatoires |
| Saison    | Équipe                        | Ligue        | PJ | B                | A                | Pts              | Pun              | PJ               | B | A                    | Pts                  | Pun                  |                      |                      |
| 1999-2000 | Soo Indians                   | NAHL         | 54 | 9                | 25               | 34               | 68               | -                | - | -                    | -                    | -                    |                      |                      |
| 2000-2001 | Wildcats de Northern Michigan | NCAA         | 35 | 1                | 4                | 5                | 35               | -                | - | -                    | -                    | -                    |                      |                      |
| 2001-2002 | Wildcats de Northern Michigan | NCAA         | 38 | 3                | 9                | 12               | 20               | -                | - | -                    | -                    | -                    |                      |                      |
| 2002-2003 | Wildcats de Northern Michigan | NCAA         | 34 | 4                | 6                | 10               | 14               | -                | - | -                    | -                    | -                    |                      |                      |
| 2003-2004 | Wildcats de Northern Michigan | NCAA         | 41 | 6                | 5                | 11               | 10               | -                | - | -                    | -                    | -                    |                      |                      |
| 2003-2004 | Bombers de Dayton             | ECHL         | 5  | 2                | 3                | 5                | 0                | -                | - | -                    | -                    | -                    |                      |                      |
| 2004-2005 | Bombers de Dayton             | ECHL         | 56 | 9                | 20               | 29               | 18               | -                | - | -                    | -                    | -                    |                      |                      |
| 2005-2006 | SHT Seinäjoki                 | Suomi-sarja  | 11 | 8                | 10               | 18               | 26               | -                | - | -                    | -                    | -                    |                      |                      |
| 2005-2006 | Briançon                      | Ligue Magnus | 13 | 4                | 3                | 7                | 8                | 4                | 0 | 0                    | 0                    | 10                   |                      |                      |
| 2006-2007 | Generals de Flint             | UHL          | 18 | 2                | 3                | 5                | 16               | -                | - | -                    | -                    | -                    |                      |                      |
| 2006-2007 | Fury de Muskegon              | UHL          | 52 | 3                | 13               | 16               | 61               | 10               | 2 | 1                    | 3                    | 2                    |                      |                      |
| 2007-2008 | Brahmas du Texas              | LCH          | 64 | 11               | 32               | 43               | 88               | 14               | 2 | 7                    | 9                    | 22                   |                      |                      |
| 2008-2009 | Brahmas du Texas              | LCH          | 47 | 12               | 21               | 33               | 88               | 16               | 4 | 7                    | 11                   | 21                   |                      |                      |
| 2008-2009 | Rampage de San Antonio        | LAH          | 11 | 0                | 1                | 1                | 10               | -                | - | -                    | -                    | -                    |                      |                      |
| 2009-2010 | Brahmas du Texas              | LCH          | 49 | 9                | 19               | 28               | 38               | 8                | 3 | 3                    | 6                    | 6                    |                      |                      |
| 2009-2010 | Rampage de San Antonio        | LAH          | 6  | 0                | 1                | 1                | 0                | -                | - | -                    | -                    | -                    |                      |                      |

## Évolution en Ligue Magnus
- Premier match : le 26 novembre 2005 contre Chamonix.
- Premier point : le 26 novembre 2005 contre Chamonix.
- Première assistance : le 7 janvier 2006 contre Anglet.
- Premier but : le 26 novembre 2005 contre Chamonix.
- Plus grand nombre de points en un match : 2, (à deux reprises).
- Plus grand nombre de buts en un match : 2, le 26 novembre 2005 contre Chamonix.
- Plus grand nombre d'assistances en un match : 1, (à deux reprises).